# Jiménez (Durango)
Jiménez es una localidad del estado mexicano de Durango. Es parte del municipio de Gómez Palacio.

## Demografía
| Gráfica de evolución demográfica |
|                                  |

| Censo | Población |
| ----- | --------- |
| 1910  | 458       |
| 1921  | 589       |
| 1930  | 492       |
| 1940  | 805       |
| 1950  | 876       |
| 1960  | 836       |
| 1970  | 975       |
| 1980  | 1 357     |
| 1990  | 1 120     |
| 2000  | 1 244     |
| 2010  | 1 568     |
| 2020  | 1 430     |